# Chedworth Park
La banlieue de Chedworth Park, aussi connue simplement comme Chedworth, est une banlieue située à l’est de la cité d’Hamilton dans l’Île du Nord de la Nouvelle-Zélande.

## Situation
Elle a été définie comme une banlieue d’Hamilton en 1974.

## Toponymie
Chedworth a été baptisée par la société Chedworth Park Co. Ltd en 1963.

## Histoire
En 1959, la société avait acheté 111 acres pour en faire un lotissement.
La société de Chedworth créa plus tard plus de 4 000 lots au niveau de Sherwood Park (en), Rototuna, Greenhill Park Hillcrest et Fairview.

## Installations
La banlieue de Chedworth possède  trois terrains de jeux : Chedworth Park, Hillary Park et Hukanui Oaks.

## Démographie
Chedworth avait une population de 1 821 habitants lors du recensement de 2018 en Nouvelle-Zélande, en augmentation de 105 personnes (soit 6,1 %) depuis le  recensement de 2013 en Nouvelle-Zélande et une augmentation de 99 personnes (soit 5,7 %) depuis le recensement de 2006 en Nouvelle-Zélande.
Il y avait 639 logements.
On comptait 885 hommes et 933 femmes, donnant un sexe-ratio de 0,95 homme pour une femme.
L’âge médian était de 38,7 ans avec 390 personnes (soit 21,4 %) âgées de moins de 15 ans, 321 personnes (soit 17,6 %) âgées de 15 à 29 ans, 792 personnes (soit 43,5 %) âgées de 30 à 64 ans et 321 personnes (soit 17,6 %) âgées de 65 ans et plus.
L’ethnicité était pour 75,8 % européenne/Pākehā, 12,5 % maorie, 3,6 % formée de personnes du Pacifique, 15,2 % d’origine asiatique et 3,5 % d’autres ethnicités. Le total fait plus de 100 % dès lors qu’une personne peut s’identifier avec de multiples ethnicités en fonction de l’origine de ses parents.
La proportion de personnes nées outre-mer était de 25,5 %, comparée avec les 27,1 % au niveau national.
Bien que certaines personnes objectent à donner leur religion, 42,5 % n’avaient aucune religion, 45,6 % étaient chrétiens, 1,0 % étaient hindouistes, 1,5 % étaient musulmans, 1,5 % étaient bouddhistes et 2,0 % avaient une autre religion.
Parmi ceux d’au moins  15 ans d’âge, 423 personnes (soit 29,6 %) avait un niveau de licence ou un degré universitaire supérieur et 201 personnes (soit 14,0 %) n’avait aucune qualification formelle.
Le revenu médian était de 34 400 $.
Le statut d’emploi de ceux de plus de 15 ans était pour 681 personnes (soit 47,6 %) employés à plein temps, pour 228 personnes (soit 15,9 %) avaient un emploi à temps partiel et 51 personnes (soit 3,6 %) étaient sans emploi.